# Thidrekssaga

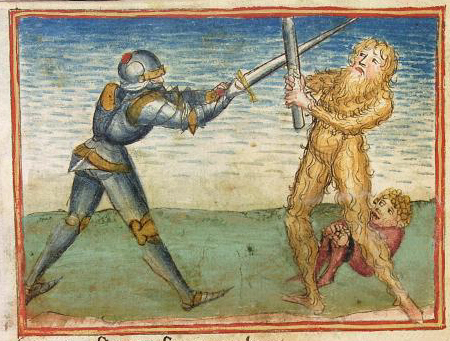
Dietrich van Bern bevrijdt een dwerg uit de handen van de Wilde man

Thidrekssaga (ook wel Þiðrekssaga, Thidreksaga, Thidrekssaga, Niflungasaga genoemd) is een sage die gaat over de avonturen van de held Dietrich van Bern. Het verhaal is omstreeks 1250 voor het eerst opgeschreven.
Het origineel is waarschijnlijk in het Oudnoords opgeschreven, want het verhaal is onder meer gebaseerd op oude Germaanse verhalen en sagen. Men is er nog niet over uit welk deel gebaseerd is op de Germaanse verhalen en welk deel gebaseerd is op de Noordse verhalen. Vergelijkend onderzoek met onder meer het Nibelungenlied moet hier meer duidelijkheid in verschaffen.

## De sage
De Thidrekssaga vertelt het verhaal van Dietrich van Bern en zijn heldenvolgers. De sage begint met een inleiding over Dietrichs ouders en Dietrichs jeugd. Daarna gaat het over de helden Hildebrand, Witig en Heime. Zij arriveren op een dag aan het hof van Ditrich in Bern. Heime en Witig dagen Dietrich uit voor een tweegevecht. Heime verliest, maar Witig wint. Om over zijn verlies heen te komen, rijdt Dietrich uit, komt een draak tegen die hij doodt en ontmoet twee nieuwe helden.
Daarna gaat Dietrich van Bern met zijn twaalf helden op weg, waaronder de twee Nibelungen Hagen en Gunther, teneinde zich te bewijzen in de strijd tegen koning Isung van Bertangaland en zijn elf zonen en de strijder Siegfried. Velen van Dietrichs helden sneuvelen in de strijd, maar Dietrich wint van Siegfried. Hierna trouwt Siegfried de Nibelungenprinses Grimhilde, de zuster van Gunther.
Aan het eind van zijn jeugd verovert zijn oom, de heerser van Rome, koning Ermenrik, Dietrichs hoofdstad Bern. Dietrich vlucht hierop naar het hof van koning Attila waar hij 20 jaar verblijft. Daar beleeft hij als soldaat van Attila allerlei avonturen. Uiteindelijk probeert Dietrich samen met de Hunnen zijn stad Bern weer in te nemen, maar in de slag van Gransport verliest hij zijn broer. Twee zonen van Attila worden gedood door Witig, die Bern verdedigt voor zijn koning Ermenrik.
Ondertussen is in Nibelungenland de te machtig geworden Siegfried vermoord door Hagen en Gunther. Zijn vrouw Grimhilde zint op wraak en trouwt met Attila. Zeven jaar later nodigt ze haar broeders uit voor een feest aan het hof van Attila. Dit bezoek loopt uit op een gevecht tussen Attila en de Nibelungen. Grimhildes broers worden in de strijd gedood. Dietrich probeert zich in eerste instantie niet met de strijd te bemoeien, maar kiest uiteindelijk voor Attila. In een tweegevecht doodt hij Hagen.
Na de dood van koning Ermenrik gaat Dietrich samen met zijn oude vriend Hildebrand terug naar Bern. Hij neemt Bern in, waarna hij zelfs Ermenriks eeuwenoude koninkrijk Rome weet te veroveren. Aan het einde van Dietrichs leven bekeert hij zich tot het christendom. Maar hij zint op wraak.
Zijn laatste gevecht is met zijn oude vriend en vijand Witig, die de broers van Attila heeft gedood. Dietrich wint het gevecht, maar raakt dodelijk gewond en sterft op de terugweg naar Bern.

## Vertalingen
- (de)  Die Geschichte Thidreks von Bern (Sammlung Thule Bd. 22). Übertragen von Fine Erichsen. Jena: Diederichs 1924.
- (de)  Die Thidrekssaga oder Dietrich von Bern und die Niflungen. Übers. durch Friedrich Heinrich von der Hagen. Mit neuen geographischen Anm. vers. von Heinz Ritter-Schaumburg. St. Goar: Der Leuchter, Otto Reichl Verlag, 1989. 2 Bände.
- (de)  Die Didriks-Chronik oder die Svava: das Leben König Didriks von Bern und die Niflungen. Erstmals vollst. aus der altschwed. Hs. der Thidrekssaga übers. und mit geographischen Anm. versehen von Heinz Ritter-Schaumburg. – St. Goar : Der Leuchter, 1989, ISBN 3-87667-102-7
- (en)  The Saga of Thidrek of Bern. Translated by Edward R. Haymes. New York: Garland, 1988. ISBN 0-8240-8489-6
- (es)  Saga de Teodorico de Verona. Anónimo del siglo XIII. Introducción, notas y traducción del nórdico antiguo de Mariano González Campo. Prólogo de Luis Alberto de Cuenca. Madrid: La Esfera de los Libros, 2010. ISBN 84-9321-036-6. ISBN 978-84-932103-6-6
- (fr)  Saga de Théodoric de Vérone (Þiðrikssaga af Bern) - Légendes heroiques d'Outre-Rhin. Introduction, traduction du norrois et notes par Claude Lecouteux. Paris: Honoré Champion, 2001. ISBN 2-7453-0373-2